# Austria for Asia
Austria for Asia est un projet musical caritatif de musiciens autrichiens créé à l'initiative du chansonnier André F. Heller pour récolter des fonds et venir en aide aux victimes du séisme et tsunami de 2004 dans l'océan Indien.
Les participants sont des artistes connus comme Christina Stürmer, Wolfgang Ambros et Georg Danzer. La compilation Deine Hilfe wird gebraucht ("On a besoin de ton aide") paraît début 2005. Elle entre directement numéro des ventes le 6 février.

## Participants
| A–C | D–G | H–M | N–R | S–Z |
| --- | --- | --- | --- | --- |
| - Alkbottle/Roman Gregory - Wolfgang Ambros - Louie Austen - B. Nice/Felix Okon - Ulli Bäer (de) - Monika Ballwein - Bauchklang - Andy Baum - Maria Bill - Bluatschink - Vera Böhnisch (de) - Erich Buchebner - Boris Bukowski - Count Basic/Peter Legat - Peter Cornelius | - Georg Danzer - Jade Davies - Christian Deix - Birgit Denk (de) - Deph Joe - DJ Ötzi - EAV/Klaus Eberhartinger (de) - Christian Eigner - Christina Esterházy - Rainhard Fendrich - Eberhard Forcher - Andie Gabauer - Global Kryner/Sabine Stieger | - Tamee Harrison - Heinz aus Wien/Michael Gaissmaier - André Heller - Ludwig Hirsch - I-Wolf (de) - Juci - Christian Kolonovits - Hans Krankl - Hansi Lang (de) - Gary Lux - MAdoppelT - Manuva - Marque (de) - Marianne Mendt - Thomas Mora | - Rudi Nemeczek - Nockalm Quintett/Gottfried Würcher - Opus - Manuel Ortega - Papermoon - Lukas Perman - Sandra Pires (de) - Alf Poier - Verena Pötzl - The Untouchables/J.B. Rabitsch - Flow Bradley - Willi Resetarits - Joachim Roedelius - The Rounder Girls | - Aladin Sani - Seer - Marjan Shaki - Skero - Sugar B - Harri Stojka - S.T.S. - Christina Stürmer - Hans Theessink - Michael Tschuggnall - TwinTowas - Boris Uran - Waxolutionists - Wiener Symphoniker - Wilfried - Zabine (de) |